# مایکل گراهام کاکس
مایکل گراهام کاکس (انگلیسی: Michael Graham Cox؛ زاده ۶ ژانویه ۱۹۳۸ - درگذشته ۳۰ آوریل ۱۹۹۵) یک هنرپیشه انگلیسی بود.

## حرفه
کاکس که در ولورهمپتون متولد شد و در مدرسه گرامر ولورهمپتون تحصیل کرد، پس از فارغ‌التحصیلی در رشته موسیقی با آلمانی از دانشگاه بریستول در دهه ۱۹۶۰ به لندن نقل مکان کرد. او ابتدا در آپارتمانی در خیابان آکسفورد زندگی می‌کرد و بعداً توسط کمیسران کلیسای پدینگتون به آپارتمانی در باغی در گوشه و کنار باغ کلیفتون نزدیک میخانه‌های مورد علاقه‌اش منتقل شد. قلعه وارویک، جایی که او اغلب با دوستانی از جمله جین مورگان، تونی اوسوبا، مایکل آسپل و جان اینمن معاشرت می‌کرد. او را بیشتر به خاطر صداپیشگی بورومیر در فیلم ارباب حلقه‌ها در سال ۱۹۷۸ و همین شخصیت در سریال رادیویی ۱۹۸۱ و همچنین صداپیشگی بیگویگ در فیلم داستانی تپه خرگوش‌ها به یاد می‌آورند. اما پالمر او را در زنان عاشق، کن راسل در سال ۱۹۶۹ بدون شک یکی از برجسته‌ترین کارهای حرفه‌ای اوست. در سال ۱۹۸۲ او در نقش والی برابهام در قسمت ۱۰ فصل ۳ (فلش شکسته) سریال میندر ظاهر شد. کاکس در فیلم‌های پلی در دوردست و آزادی را فریاد کن ساخته ریچارد آتنبورو نقشی جزئی داشت. او بارها به عنوان معلم مهربان آقای باترورث روی صحنه و در درام‌های تلویزیونی مانند گرانج هیل ظاهر شد. او همچنین با درک نیمو و رزماری لیچ در کمدی-تلویزیونی زندگی در چهل سالگی آغاز می‌شود بازی کرد. دیگر درام‌های رادیویی بی‌بی‌سی به تهیه‌کنندگی و کارگردانی جین مورگان (دوست و همکار) شامل سریال دیکنز او بود. نقش‌های استراتفورد را با ویک جوان در اواخر دهه ۱۹۵۰، کاکس را در نقش شکسپیر قرار داد. نقش‌های صحنه در اوایل دهه ۱۹۶۰ شامل «تب یونجه» ساخته بزدل به همراه پرونلا اسکیلز، رولاند کالور بود. دهه ۱۹۷۰ او را در راندهاوس با تور تاریخ‌های تئاتر پراسپکت دید. دهه ۱۹۸۰ او را در کنار شاه لیر جیمز بولام با دلفین سیریگ و چندین اثر دیگر در ویک جوان در قطع دیدیم. کاکس در ۳۰ آوریل ۱۹۹۵ در یک آسایشگاه در ویمبلدون به دنبال چندین سکته مغزی، عوارض دیابت و در نهایت زوال عقل درگذشت. او در کنار برادرش جان، در اسقف کاتولیک بیکنسفیلد به خاک سپرده شد. همسرش داوینا بسویک، یکی از دانش‌آموختگان بریستول در ۳۱ ژوئیه ۲۰۱۸ در سادبری، سافولک درگذشت. تنها فرزند آن‌ها، دومینیک، معمار تحصیل کرده کمبریج، سوزان تنها فرزند جان (خواهرزاده او) و مادرش جون، به ترتیب در غرب کنیا و بنبری، آکسفوردشایر زندگی می‌کنند.

## فیلم‌شناسی
| نام                       | نقش                    | سال  | یادداشت‌ها             |
| ------------------------- | ---------------------- | ---- | --------------------- |
| عصر پادشاهان              | کاریر / دِیوی / دراور   | ۱۹۶۰ |                       |
| زنان عاشق                 | پالمر                  | ۱۹۶۹ |                       |
| خوشبین‌ها                  | پارک بان               | ۱۹۷۳ |                       |
| شاه آرتور، جنگ سالار جوان | هاوارد                 | ۱۹۷۵ |                       |
| پلی در دوردست             | کاپیتان کلمینسون       | ۱۹۷۷ |                       |
| تپه خرگوش‌ها               | بیگویگ                 | ۱۹۷۸ | صداپیشه               |
| ارباب حلقه‌ها              | بورومیر                | ۱۹۷۸ | صداپیشه               |
| گرانج هیل                 | آقای باترورث           | ۱۹۸۳ | سریال تلویزیونی قسمت۱ |
| دختر کوچولوی درامر        | دونالد / سرباز         | ۱۹۸۴ |                       |
| آزادی را فریاد کن         | افسر سوم کنترل گذرنامه | ۱۹۸۷ |                       |